# Creugas d'Epidamnos
Creugas d'Epidamnos est un sportif professionnel ayant vécu en Grèce antique au Ve siècle av. J.-C.

## Biographie
Creugas naît au Ve siècle av. J.-C. Il est originaire d'Epidamnos en Illyrie. Il mène une carrière de pugiliste professionnel. Il meurt pendant un match au cours des Jeux néméens autour de 400 av. J.-C., étripé par son adversaire Damoxenos selon Pausanias,.

## Postérité
Vers 1800, le sculpteur italien Antonio Canova réalise deux statues en marbre de style néoclassique représentant Creugas et Damoxenos juste avant que le second ne porte le coup mortel au premier. Elles sont actuellement conservées au musée Pio-Clementino, l'un des musées du Vatican, à Rome, en Italie (inv. 968 pour Creugas et 970 pour Damoxenos).